# Jordan Morris
Jordan Perry Morris (sinh ngày 26 tháng 10 năm 1994) là một cầu thủ bóng đá chuyên nghiệp người Mỹ thi đấu ở vị trí tiền vệ và tiền đạo cho câu lạc bộ Seattle Sounders FC tại Major League Soccer và đội tuyển quốc gia Hoa Kỳ.